# Franck Chaigneau
Pour les articles homonymes, voir Chaigneau.
 (août 2025).
Si vous disposez d'ouvrages ou d'articles de référence ou si vous connaissez des sites web de qualité traitant du thème abordé ici, merci de compléter l'article en donnant les références utiles à sa vérifiabilité et en les liant à la section « Notes et références ».
 (août 2025).
Motif : pas de sources secondaires centrées, notoriété semblant limitée à la fondation d'une association d'insertion, un alinéa dans l'article sur la Table de Cana serait sans doute suffisant
- Archive Wikiwix
- Bing
- Cairn
- DuckDuckGo
- E. Universalis
- Gallica
- Google
- G. Books
- G. News
- G. Scholar
- Persée
- Qwant
- (zh) Baidu
- (ru) Yandex
- (wd) trouver des œuvres sur Wikidata

| 1. | Préciser le motif de la pose du bandeau. | Précisez le motif de la pose du bandeau en utilisant la syntaxe suivante : {{admissibilité à vérifier\|date=août 2025\|motif=remplacez ce texte par le motif}}                        |
| 2. | Informer les utilisateurs concernés.     | Pensez à avertir le créateur de l'article, par exemple, en insérant le code ci-dessous sur sa page de discussion : {{subst:avertissement admissibilité à vérifier\|Franck Chaigneau}} |

Franck Chaigneau est un jésuite français né le 1er janvier 1942 à Bordeaux.

## Biographie
Ingénieur en informatique et cadre dans le groupe pétrolier Total, il crée en 1985 La Table de Cana, une association de bénévoles qui a pour but de fournir du travail aux personnes sans-abri. Aujourd'hui[Quand ?], La Table de Cana est un réseau national de onze entreprises, traiteurs ou restaurateurs, au service de l'insertion par le travail. 
Franck Chaigneau a été ensuite aumônier de prison à Paris.